# 2010년 동계 올림픽 페루 선수단
페루는 2010년 2월 12일부터 2월 28일까지 캐나다 밴쿠버에서 열린 제21회 동계 올림픽에 참가했다. 이번이 페루가 참가한 첫 번째 동계올림픽이다.

## 알파인 스키
| 선수                   | 종목        | 1차시기 | 2차시기 | 총계        | 순위 |
| ---------------------- | ----------- | ------- | ------- | ----------- | ---- |
| 맨프레드 오에틀 레예스 | 남자 회전   | DSQ     | N/A     | N/A         | N/A  |
| 맨프레드 오에틀 레예스 | 남자 대회전 | 1:29.56 | 1:32.49 | 3:02.05     | 67   |
| 오넬라 오에틀 레예스   | 여자 회전   | 59.61   | DNF     | 59.61+DNF   | DNF  |
| 오넬라 오에틀 레예스   | 여자 대회전 | 1:27.25 | DNF     | 1:27.25+DNF | DNF  |

## 크로스 컨트리 스키
| 선수              | 종목           | 결과    | 결과      | 결과 |
| 선수              | 종목           | 기록    | 부족 시간 | 순위 |
| ----------------- | -------------- | ------- | --------- | ---- |
| 로베르토 카르체렌 | 남자 15km 프리 | 45:53.6 | 12:17.3   | 94   |

## 범례
|  | 세계 신기록                  |  |                   | 아프리카 신기록 |                      | Q | 예선 통과 |
|  | 올림픽 신기록                |  | 북아메리카 신기록 | DNS             | 경기를 시작하지 않음 |   |           |
|  |                              |  | 아시아 신기록     | DNF             | 경기를 마치지 않음   |   |           |
|  | 국가 신기록                  |  | 유럽 신기록       | DSQ             | 실격                 |   |           |
|  | 개인 최고 기록 (개인 신기록) |  | 오세아니아 신기록 | WD              | 기권                 |   |           |
|  | 시즌 최고 기록 (시즌 신기록) |  | 남아메리카 신기록 | NM              | 기록 없음            |   |           |